# Cantone di Buzancy
Il Cantone di Buzancy era una divisione amministrativa dell'arrondissement di Vouziers
A seguito della riforma approvata con decreto del 21 febbraio 2014, che ha avuto attuazione dopo le elezioni dipartimentali del 2015, è stato soppresso.

## Composizione
Comprendeva i comuni di:
- Bar-lès-Buzancy
- Bayonville
- Belval-Bois-des-Dames
- La Berlière
- Briquenay
- Buzancy
- Fossé
- Harricourt
- Imécourt
- Landres-et-Saint-Georges
- Nouart
- Oches
- Saint-Pierremont
- Sommauthe
- Tailly
- Thénorgues
- Vaux-en-Dieulet
- Verpel